# Вода на Марсі

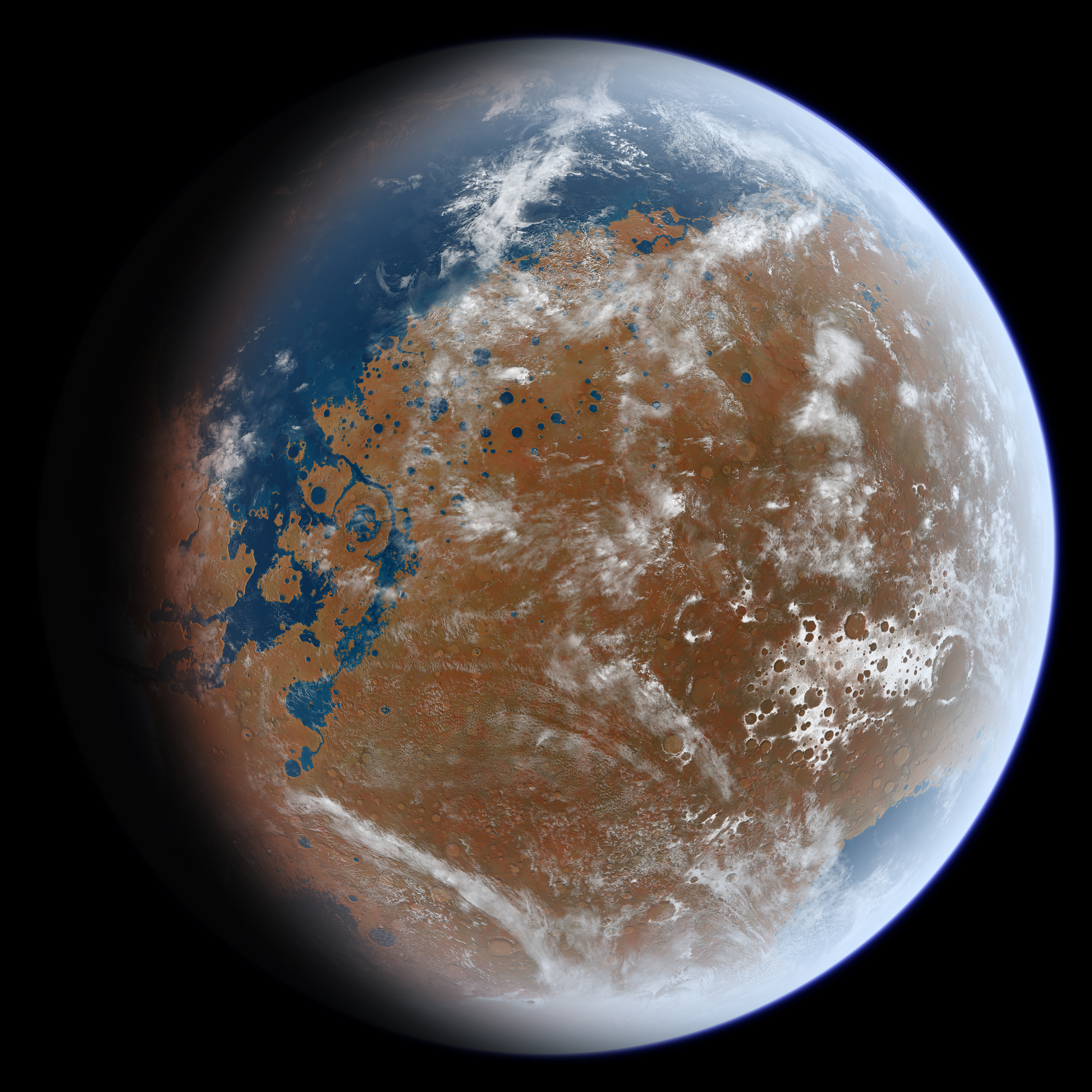
Марс у далекому минулому (3-3,5 млрд років тому)
(В уявленні художника)

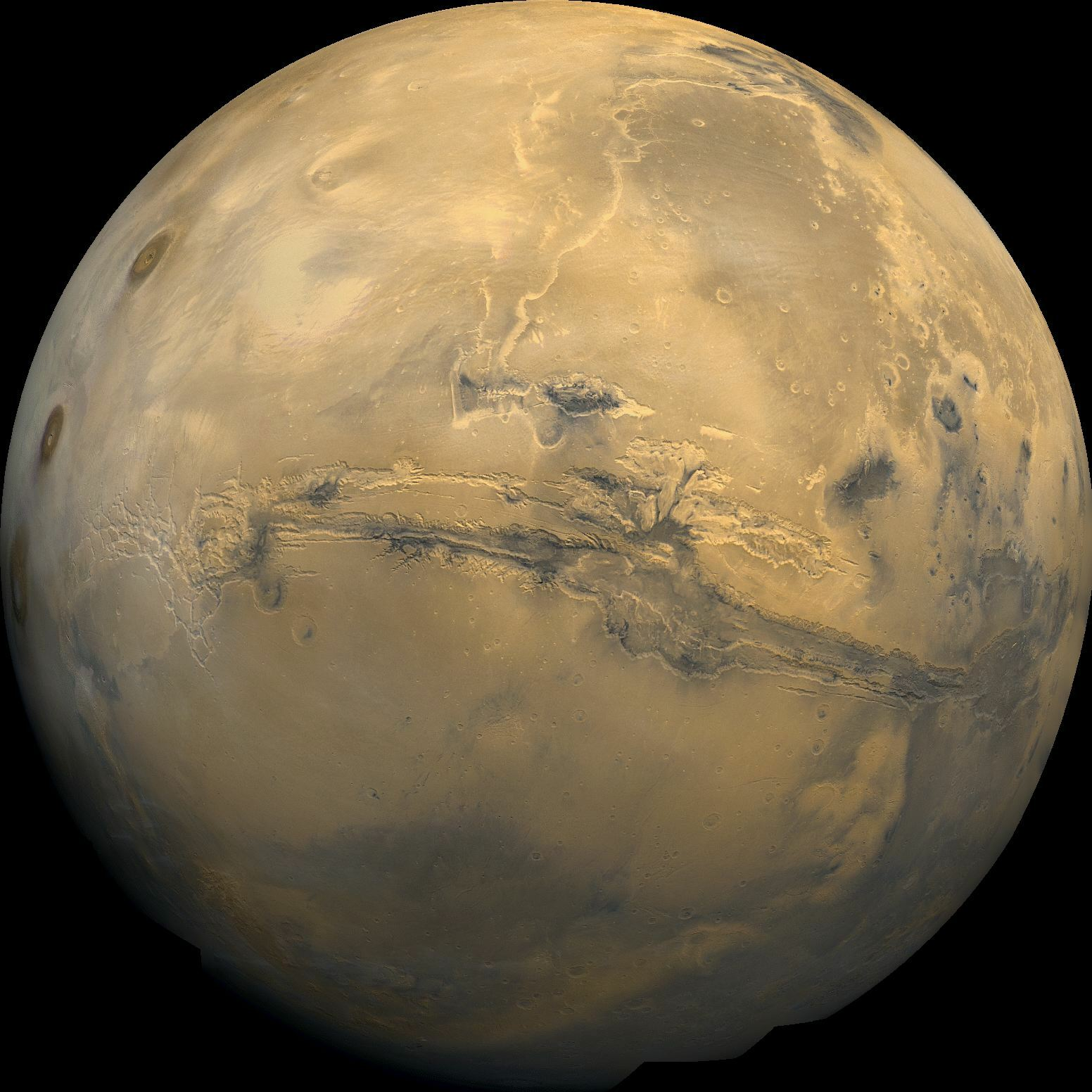
Марс у наш час
(фото з космічного апарата «Вікінг»)

Гідросфера Марса — сукупність водних запасів на планеті Марс. У широкому сенсі у склад гідросфери Марса включають запаси рідкої води (у вигляді підземних вод під поверхнею планети), запаси води у вигляді криги на полюсах та у ґрунті, а також атмосферну воду у вигляді водяної пари (туману, снігу) та воду, що містять живі організми (якщо такі є).

## Вода на Марсі
Водяної пари в атмосфері Марса небагато, її кількість змінюється залежно від пори року. Геологи вважають, що раніше на Марсі було багато води. На знімках з космічних апаратів можна побачити довгі гіллясті долини, які схожі на пересохлі русла річок. Їхня довжина — десятки та сотні кілометрів. Деякі особливості марсіанського рельєфу вказують на наявність у минулому гігантських льодовиків. Судячи з того, що ці форми чудово збереглися та не встигли покритися наступним пізнішим шаром ґрунту, вони мають відносно малий вік (десятки або декілька сотень мільйонів років).

## Знахідка Одіссея
Сьогодні рідка вода не може існувати на поверхні Марса. При марсіанському тиску вона б закипала вже при 2 °C. Тому, щоб прорити такі довжелезні русла, вода повинна була прориватися на поверхню у величезній кількості. Частина водяного льоду збереглася в полярних шапках планети.

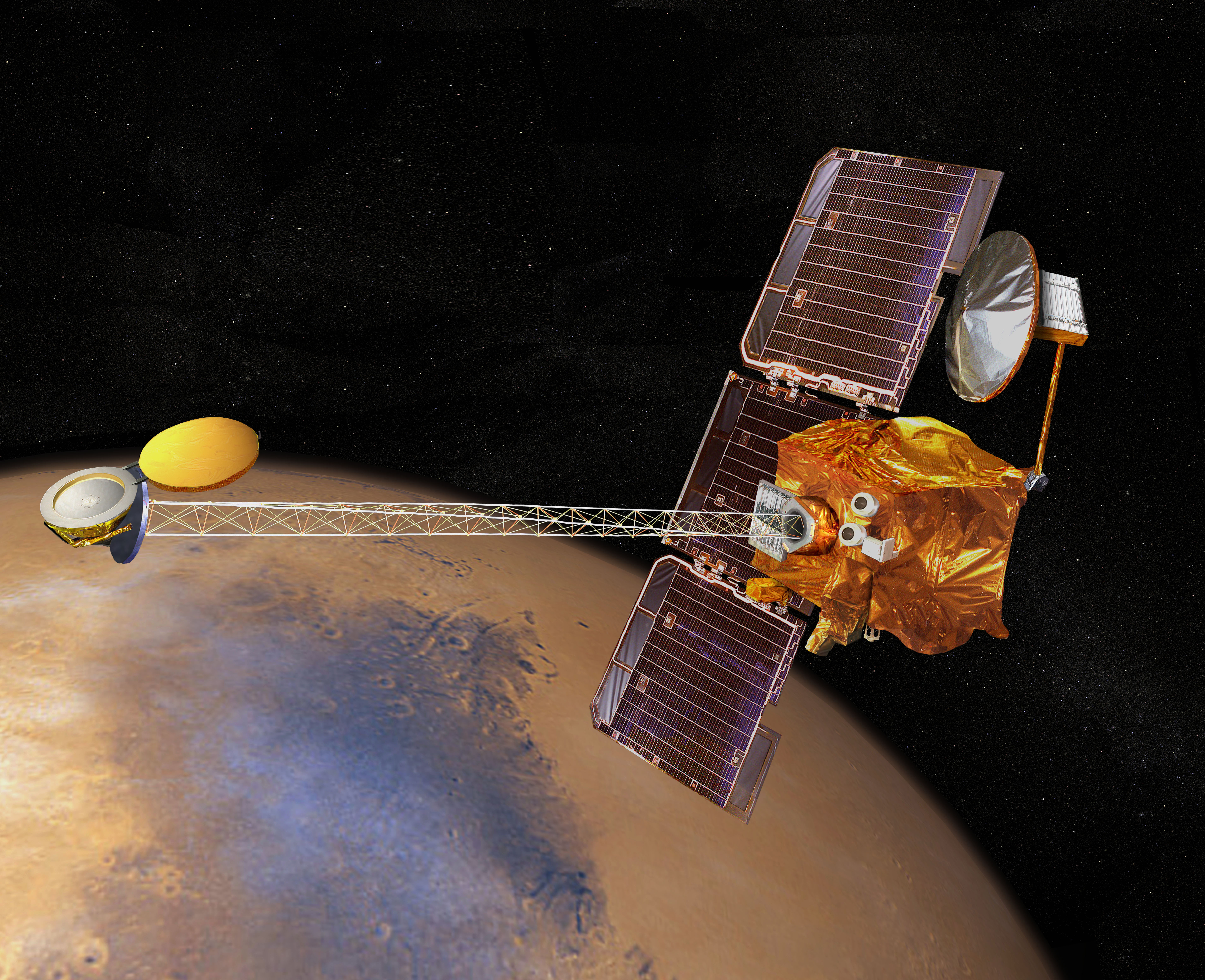
Марс Одіссей

У червні 2002 року НАСА повідомило, що зонд Одіссей виявив велику кількість водню нижче поверхні планети. Це означає, що водний лід на червоній планеті існує. Одіссей досяг Марса в жовтні 2001 року. Станція виконувала фотографування поверхні Марса, займалася складанням точніших мап та пошуком корисних копалин за допомогою гама-випромінювача та нейтронного спектрометра. У багатьох районах планети були знайдені сліди наявності водню, що є в ґрунті Марса у вигляді водневого льоду на глибині 30-60 см нижче поверхні.

## Народження долини Маадим

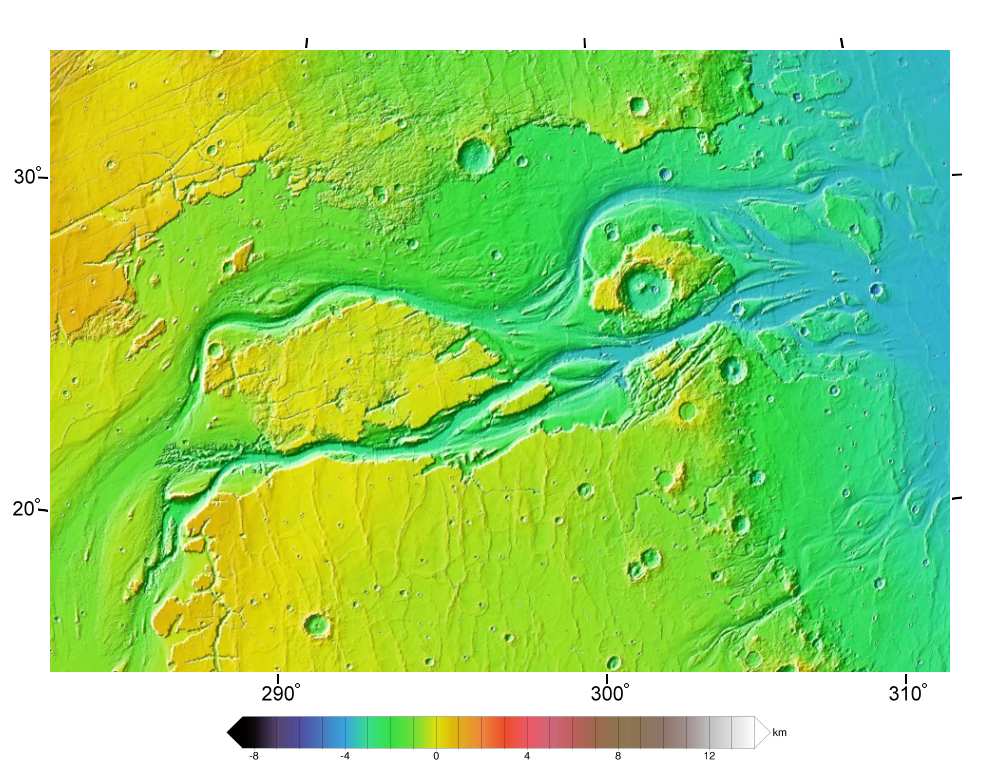
Kasei Valles — система каньйонів на поверхні Марса. Kasei Valles була утворена потоками води, ймовірно в період гігантських повеней, а також, можливо, певної льодовикової активності.

Американські геологи виявили залишки давнього озера в марсіанський гірській місцевості. Це озеро охоплювало більшу площу, ніж Франція й Німеччина разом узяті. Його розміри свідчать про те, що Марс у далекому минулому мав більш теплий та вологий клімат. Одного разу сталася велика злива, унаслідок чого озеро вийшло з берегів та утворило одну з найбільших долин планети — Маадим (1 тис. км у довжину та 2100 м глибиною).

## Дослідження НАСА та інших космічних агентств
28 вересня 2015 р. НАСА повідомило, що аналіз ряду досліджень приводить до висновку наявності на Марсі солоної води, яка тече по поверхні в теплу пору року, утворюючи невеликі потоки. Водночас ряд вчених висловлюють сумнів у наявності потоків солоної води на Марсі. На їх думку, сліди від потоків рідини, виявлені раніше НАСА на поверхні Марса, виникли в результаті ковзання ґрунту по льодах діоксиду вуглецю.
У липні 2018 року в журналі Science повідомлено про виявлення за допомогою радара MARSIS на Марсі підземного озера з солоною водою. Озеро розташоване поблизу південного полюса планети під півторакілометровим шаром марсіанського льоду і досягає 20 кілометрів у ширину. Це найбільша водойма, виявлена на Марсі. Автори дослідження використовували результати спостережень європейського космічного апарата «Марс-експрес», отримані між травнем 2012 і груднем 2015 року.